# Sichere Wiesn für Mädchen und Frauen
Die Sichere Wiesn für Mädchen und Frauen (Eigenschreibweise mit Gendersternchen: Sichere Wiesn für Mädchen* und Frauen*) ist eine Präventions-, Aufklärungs- und Hilfsaktion, die seit 2003 in München jährlich vor und während der Oktoberfestzeit durchgeführt wird. Sie wird von drei sozialen Einrichtungen aus München in Kooperation organisiert: Amyna e.V., IMMA e.V. und dem Frauennotruf München. Die Aktion wird seit 2008 von der Landeshauptstadt München gefördert.

## Ziele
Hauptziel der Aktion ist es, Mädchen und Frauen zu ermöglichen, auf dem Oktoberfest Spaß zu haben, ohne in Gefährdungssituationen zu kommen. Zu den Unterzielen zählt zunächst mehr Sicherheit und ein erhöhtes individuelles Sicherheitsgefühl für Mädchen und Frauen. Daneben sind wichtige Unterziele, die entsprechenden Hilfsangebote bekannter zu machen, ebenso Möglichkeiten, sich selbst zu wehren, Zivilcourage und solidarisches Handeln zu fördern sowie die öffentliche Wahrnehmung für das Thema sexuelle Übergriffe auf dem Oktoberfest zu sensibilisieren.

## Geschichte

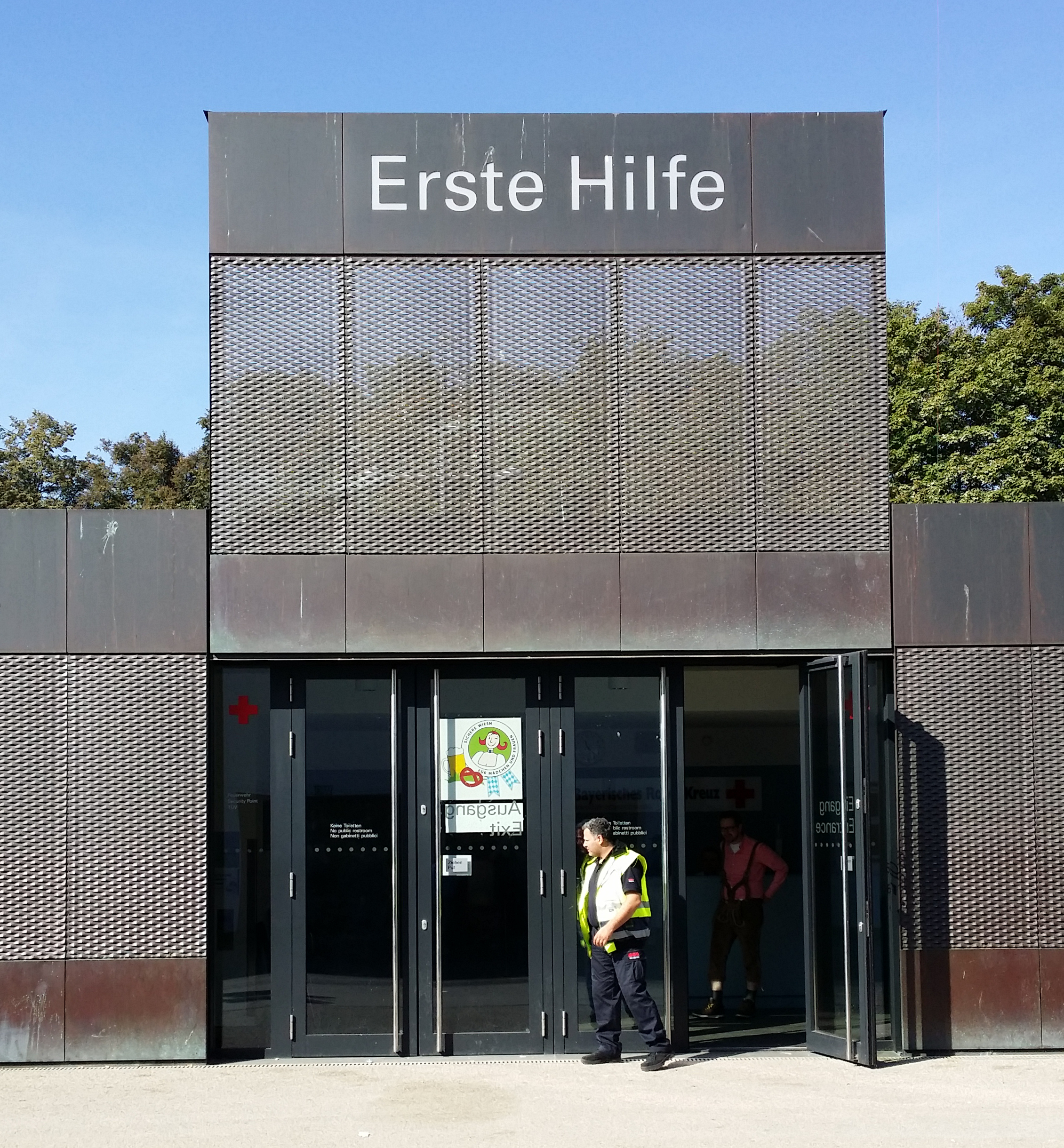
„Sichere Wiesn für Mädchen und Frauen“, Oktoberfest München

Die Aktion Sichere Wiesn wurde 2003 gegründet. Von Anfang an legten die Gründerinnen auf eine breit angelegte Vernetzung mit städtischen und anderen öffentlichen Stellen wert. Bei Kooperationsgesprächen im Rahmen dieser Vernetzungsarbeit waren in diesem Gründungsjahr etwa 1500 Personen von Institutionen wie dem Fremdenverkehrsamt, dem Stadtjugendamt, der Polizei, dem Roten Kreuz und anderen beteiligt. Oberbürgermeister Christian Ude und Bürgermeisterin Gertraud Burkert wurden als Schirmherren gewonnen. Feste Kooperationen wurden mit der Stiftung Hänsel + Gretel, der Kinderhilfe Deutschland e.V. und Kinderhilfe Bayern e.V. sowie der Stiftung Bündnis für Kinder gegen Gewalt, die die Aktion auch finanziell unterstützen und der Fachhochschule München, die die Mitarbeit von Studentinnen im Rahmen eines Projektstudiums ermöglichte, eingegangen.
Ein Schwerpunkt der Tätigkeit war in diesem ersten Jahr eine Plakataktion zur Aufklärung und Prävention. Daneben wurden erstmals rund 21.000 Infoflyer verteilt und die Homepage der Aktion erstellt. Als erste große Institution übernahm das Kommissariat 314 der Polizei Hinweise auf die Aktion Sichere Wiesn auf ihre Plakate, die auf dem Oktoberfest aufgehängt waren. Weitere Öffentlichkeitsarbeit erfolgte über gezielte Medienarbeit, die ihren Niederschlag in über 100 Berichten in Zeitungen, TV und Rundfunk fand, davon immerhin zwei Berichte in internationalen Zeitungen.
Erstmals wurde auch ein Security Point als Anlaufstelle für Mädchen und Frauen auf dem Behördenhof eingerichtet. Er war während der gesamten Oktoberfestzeit täglich von 17:00 – 24:00 Uhr geöffnet. In diesem ersten Jahr wurden 9 Mädchen und 19 Frauen vor Ort betreut. In zwölf der 28 Fälle war das Thema sexualisierte Gewalt Grund für die Kontaktaufnahme. Siebenmal war das Problem, dass die Hilfesuchende den Kontakt zu ihrer Gruppe verloren hatte, dreimal ging es um Diebstähle. Die meisten der Hilfesuchenden (21) wurden von einer der anderen Anlaufstellen im Behördenhof an den Security Point überwiesen. 2019 suchten 299 Frauen im Security Point Hilfe.
2004 wurde die Plakataktion in verändertem Rahmen fortgesetzt, es wurden erstmals dreisprachige Infokarten verteilt (deutsch, englisch, italienisch). Der Security Point hatte in der Oktoberfestzeit wieder täglich geöffnet. Es wurden fast dreimal so viele Frauen und Mädchen wie im Vorjahr betreut (79). Hauptproblemfelder waren neben (sexualisierter) Gewalt und dem Verlust der Bezugsgruppe wieder Diebstähle, aber auch andere psychische Krisen und starke Alkoholisierung mit Aggressionen. Es gelang erneut, eine hohe Aufmerksamkeit in der Öffentlichkeit zu erreichen, über 100 Medienberichte erschienen.
In den Folgejahren konnten sowohl die Vernetzung und die Öffentlichkeitsarbeit immer weiter ausgebaut werden, als auch die Arbeit vor Ort. Das fünfjährige Jubiläum wurde 2007 mit einem Preisausschreiben gefeiert, zusätzlich gab es erstmals einen Kinospot.
Seit 2010 gibt es Sicherheitsarmbänder für Wiesnbesucherinnen und im Vorfeld des Oktoberfestes eine Aufklärungskampagne in Schulen, genannt Pausenhofaktion.

## Tätigkeit

### Prävention und Aufklärung
Im Vorfeld informiert die Aktion sichere Wiesn über Flyer, Plakate und Werbespots nicht nur über dieses Angebot, sondern gibt auch Tipps für einen sicheren Oktoberfestbesuch. Sie verteilt spezielle Armbänder, auf denen man vor dem Oktoberfestbesuch die Adresse des Hotels oder auch wichtige Telefonnummern notieren kann und rät zu Security Kits mit Geld und Handy, die direkt am Körper getragen werden sollten. Jährlich werden etwa 5000 Armbänder über Schulen, Campingplätze und Hotels verteilt.

### Konkrete Hilfen auf dem Oktoberfest
Die Aktion sichere Wiesn betreibt auf dem Gelände des Oktoberfestes im Behördenhof einen Security Point im Servicezentrum. In einem Raum im Untergeschoss haben Mädchen und Frauen die Möglichkeit kostenlos und auf Wunsch auch anonym Hilfe zu bekommen, wenn sie sich verunsichert oder bedroht fühlen, eine sexuelle Belästigung, eine Vergewaltigung oder einen Übergriff selbst erlebt oder als Zeugin miterlebt haben. Dort arbeiten Psychologinnen und Sozialpädagoginnen, die neben der akuten Krisenintervention auch Gespräche über die nächsten Schritte und praktische Hilfen, wie die Möglichkeit das Handy aufzuladen, Pflaster oder Aspirin und notfalls auch die Organisation eines sicheren Heimwegs anbieten. Im Bedarfsfall wird auch ein Fahrdienst angeboten, bei dem nötigenfalls Polizeibegleitung hinzugezogen wird.
Seit 2022 heißt der Security Point Safe Space.

### Die Apps WiesnProtect und SafeNow
Seit 2014 gibt es alle Informationen und Tipps zusammen mit Orientierungshilfen und anderen Sonderfunktionen auf einer WiesnProtect App, die das Computermagazin Chip als „der perfekte … Begleiter für alle Oktoberfestbesucher“ bezeichnete. Der Stern nennt WiesnProtect in seiner Liste der 10 besten Wiesnapps an zweiter Stelle und erklärt, sie sei nicht nur für die Zielgruppe weiblicher Oktoberfestbesucher geeignet, sondern gehöre auf jedes Smartphone.
Seit 2023/2024 unterstützen Organisatoren des Oktoberfests die App SafeNow. Hiermit können Personen, die in Not geraten oder eine solche beobachten, ein Alarmsignal an das Sicherheitspersonal vor Ort und an Gruppenmitglieder senden. Die Veranstalter erhoffen sich von der App auch Verbesserungen für ihre Bedienungen, die bei eskalierenden Diskussionen schneller das Sicherheitspersonal zu Hilfe rufen können.

## Förderung
Die Aktion sichere Wiesn wird von der Stiftung Hänsel und Gretel, sowie seit 2008 von der Landeshauptstadt München gefördert. Sie ist darüber hinaus auf weitere Spenden angewiesen. Offiziell unterstützt wird die Aktion darüber hinaus von den Gleichstellungsstellen des Bayerischen Staatsministeriums für Arbeit und Sozialordnung, Familie und Frauen, des Landkreises und der Landeshauptstadt München, den Wiesnwirten, der Münchner Arbeiterwohlfahrt, der evangelischen Kirche Bayern, darüber hinaus erhält sie Unterstützung von privaten Spendern.

## Auszeichnungen
- 2014 Ehrenpreis der Wiesnwirte
- 2012 nominiert für den deutschen Engagementpreis
- 2009 Anita-Augspurg-Preis der Landeshauptstadt München
- 2006 Inge-Gabert-Preis
- 2003 Hänsel+Gretel-Preis